# Sergio Álvarez Moya
Pour les articles homonymes, voir Sergio Álvarez, Álvarez et Moya.
Sergio Álvarez Moya, né le 7 janvier 1985 à Avilés, est un cavalier espagnol de saut d’obstacles.
En 2001, il a remporté les championnats d'Europe juniors dans les championnats d'Europe juniors de saut d’obstacles. Depuis 2005, il est membre de l'équipe espagnole de la coupe des nations.